# Dushaj
Dushaj – wieś położona w północnej części Albanii w gminie Fierzë. Wieś znajduje się 47 kilometrów od stolicy państwa, Tirany.

## Demografia
Według spisu ludności z 2001 roku we wsi Dushaj mieszkało 1189 mieszkańców.